# Annónafélék
Az annónafélék (Annonaceae) a liliomfa-virágúak (Magnoliales) rendjének egyik családja, bár egyes szerzők külön rendet, az annónavirágúakét (Annonales) alkotnák meg nekik.

## Tudnivalók
A család képviselőit valamennyi kontinens trópusi tájain megtalálhatjuk. Fajainak virágai hasonlítanak a liliomfafélékére (Magnoliaceae), de virágtengelyük már rövidebb. Sok fajuk ehető gyümölcsöt terem. A szúrszop vagy tüskés annóna (Annona muricata) édes-savanykás ízű gyümölcse akár 2 kg-osra is megnőhet. A csirimojót vagy cserimoját (Annona cherimola) az ananász és a mangó mellett legfinomabb gyümölcsnek tartják. A gyömbéralma (Annona squamosa) az egyik legfinomabb trópusi annóna. Az ökörszív (Annona reticulata) tejfehér húsa nagyon édes, benne barna magok találhatók. A Xylopia fajok terméseit fűszernek használták, amíg a feketebors ki nem szorította őket. Az ilang-ilang (Cananga odorata) illóolaja fontos illatszeripari alapanyag.

## Az alcsaládjai és nemzetségcsoportjai
Az alábbi nemzetséget az alábbi 4 alcsaládba és 14 nemzetségcsoportba sorolják be:
- Ambavioideae Chatrou, Pirie, Erkens & Couvreur
- Anaxagoreoideae Chatrou, Pirie, Erkens & Couvreur
- Annonoideae Raf.
  - Annoneae Endl.
  - Bocageeae Endl.
  - Duguetieae Chatrou & R.M.K.Saunders
  - Guatterieae Hook.f. & Thomson
  - Monodoreae Baill.
  - Uvarieae Hook.f. & Thomson
  - Xylopieae Endl.
- Malmeoideae Chatrou, Pirie, Erkens & Couvreur
  - Dendrokingstonieae Chatrou & R.M.K.Saunders
  - Fenerivieae Chatrou & R.M.K.Saunders
  - Maasieae Chatrou & R.M.K.Saunders
  - Malmeeae Chatrou & R.M.K.Saunders
  - Miliuseae Hook.f. & Thomson
  - Monocarpieae Chatrou & R.M.K.Saunders
  - Piptostigmateae Chatrou & R.M.K.Saunders

## Rendszerezés
A családba az alábbi 116 élő nemzetség és 1 fosszilis nemzetség tartozik:
- Afroguatteria Boutique
- Alphonsea Hook.f. & Thomson
- Ambavia Le Thomas
- Anaxagorea A.St.-Hil.
- Annickia Setten & Maas
- annóna (Annona) L. - típusnemzetség
- †Anonaspermum (Ball) Reid & Chandler, 1933 - középső eocén; Oregon, USA
- Anonidium Engl. & Diels
- Artabotrys R.Br.
- Asimina Adans.
- Asteranthe Engl. & Diels
- Balonga Le Thomas
- Bocagea A.St.-Hil.
- Bocageopsis R.E.Fr.
- Boutiquea Le Thomas
- Brieya De Wild.
- Cananga (DC.) Hook.f. & Thomson
- Cardiopetalum Schltdl.
- Chieniodendron Y.Tsiang & P.T.Li
- Cleistochlamys Oliv.
- Cleistopholis Pierre ex Engl.
- Craibella R.M.K.Saunders, Y.C.F.Su & Chalermglin
- Cremastosperma R.E.Fr.
- Cyathocalyx Champ. ex Hook.f. & Thomson
- Cymbopetalum Benth.
- Dasymaschalon (Hook.f. & Thomson) Dalla Torre & Harms
- Deeringothamnus Small
- Dendrokingstonia Rauschert
- Desmopsis Saff.
- Desmos Lour.
- Diclinanona Diels
- Dielsiothamnus R.E.Fr.
- Disepalum Hook.f.
- Drepananthus Maingay ex Hook.f. & Thomson
- Duckeanthus R.E.Fr.
- Duguetia A.St.-Hil.
- Ellipeiopsis R.E.Fr.
- Ephedranthus S.Moore
- Fenerivia Diels
- Fissistigma Griff.
- Friesodielsia Steenis
- Froesiodendron R.E.Fr.
- Fusaea (Baill.) Saff.
- Goniothalamus (Blume) Hook.f. & Thomson
- Greenwayodendron Verdc.
- Guatteria Ruiz & Pav.
- Hexalobus A.DC.
- Hornschuchia Nees
- Huberantha Chaowasku
- Isolona Engl.
- Klarobelia Chatrou
- Letestudoxa Pellegr.
- Lettowianthus Diels
- Maasia Mols, Kessler & Rogstad
- Malmea R.E.Fr.
- Marsypopetalum Scheff.
- Meiocarpidium Engl. & Diels
- Meiogyne Miq.
- Mezzettia Becc.
- Miliusa Lesch. ex A.DC.
- Mischogyne Exell
- Mitrella Miq.
- Mitrephora (Blume) Hook.f. & Thomson
- Mkilua Verdc.
- Monanthotaxis Baill.
- Monocarpia Miq.
- Monocyclanthus Keay
- Monodora Dunal
- Monoon Miq.
- Mosannona Chatrou
- Mwasumbia Couvreur & D.M.Johnson
- Neo-uvaria Airy Shaw
- Neostenanthera Exell
- Onychopetalum R.E.Fr.
- Ophrypetalum Diels
- Oreomitra Diels
- Orophea Blume
- Oxandra A.Rich.
- Pachypodanthium Engl. & Diels
- Phaeanthus Hook.f. & Thomson
- Phoenicanthus Alston
- Piptostigma Oliv.
- Platymitra Boerl.
- Polyalthia Blume
- Polyalthiopsis Chaowasku
- Polyceratocarpus Engl. & Diels
- Popowia Endl.
- Porcelia Ruiz & Pav.
- Pseudartabotrys Pellegr.
- Pseudephedranthus Aristeg.
- Pseudomalmea Chatrou
- Pseudoxandra R.E.Fr.
- Pseuduvaria Miq.
- Pyramidanthe Miq.
- Raimondia Saff.
- Ruizodendron R.E.Fr.
- Sageraea Dalzell
- Sanrafaelia Verdc.
- Sapranthus Seem.
- Schefferomitra Diels
- Sirdavidia Couvreur & Sauquet
- Sphaerocoryne Scheff. ex Ridl.
- Stelechocarpus Hook.f. & Thomson
- Stenanona Standl.
- Tetrameranthus R.E.Fr.
- Toussaintia Boutique
- Tridimeris Baill.
- Trigynaea Schltdl.
- Trivalvaria Miq.
- Unonopsis R.E.Fr.
- Uvaria L.
- Uvariastrum Engl.
- Uvariodendron (Engl. & Diels) R.E.Fr.
- Uvariopsis Engl.
- Wangia X.Guo & R.M.K.Saunders
- Wuodendron B.Xue, Y.H.Tan & Chaowasku
- Xylopia L.